# 口底蜂窩織炎
口底蜂窩織炎（こうていほうかしきえん）とは、舌下隙、顎下隙、オトガイ隙を含む、広範で重篤な化膿性炎症のことである。臨床名では、Ludwig’s angina（ルートヴィッヒズ・アンジャイナ）と呼ばれる。

## 症状・徴候
症状は、舌下部、顎下部、オトガイ下部のびまん性腫脹、発赤、疼痛、二重舌、開口障害、嚥下障害など。

降下性縦隔炎，膿胸，敗血症を合併することがあり 、呼吸困難・ショックのため死亡することがある。

## 治療
- 抗生物質投与による薬物療法
- 切開排膿などによる外科療法
- 経口摂取が困難なことが多いため、下顎から咽頭局所および全身の安静と輸液・栄養管理である。